# Pterin
Pterin ist ein Derivat des Pteridins und damit eine heterocyclische Verbindung. Sie tritt als Strukturelement in vielen Biomolekülen auf, so z. B. in verschiedenen Farbpigmenten von Insekten wie Leukopterin und Xanthopterin, im Cofaktor Biopterin oder im Vitamin Folsäure.

## Eigenschaften
Pterin bildet hellgelbe Kristalle. Beim Erhitzen zersetzt es sich, ohne zu schmelzen. Die Verbindung zeigt zwei Säurekonstanten mit pKs1 2,20 und pKs2 7,86 (in Wasser bei 20 °C). Die Löslichkeit in Wasser beträgt 0,175 g*l−1.
Die Verbindung kann in zwei tautomeren Strukturen auftreten.

## Synthese
Die Herstellung von Pterin gelingt durch die Umsetzung von 3-Chlorpyrazin-carbonsäuremethylester mit Guanidiniumhydrogencarbonat.
Eine andere Synthese geht von 2,4,5-Triamino-6-hydroxypyrimidin aus, das mit Glyoxal umgesetzt wird.